# 考氏鰭竺鯛
考氏鰭天竺鯛（學名：Pterapogon kauderni) 是一種細小的熱帶魚，常見於水族貿易。

## 分佈

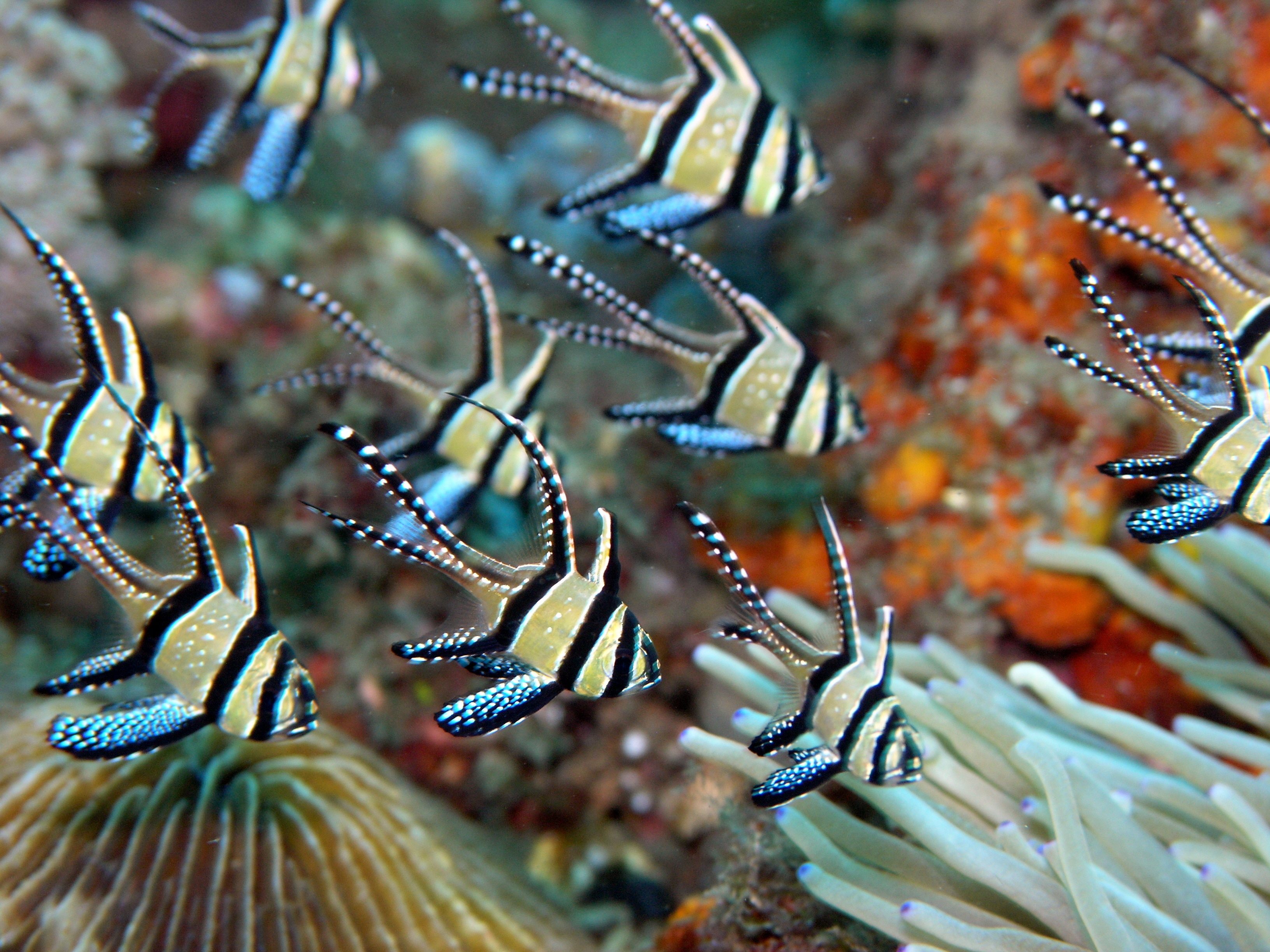
印尼北蘇拉威西藍碧海峽的野生考氏鰭天竺鯛

本種分佈局限於印尼邦蓋群島。大部分考氏鰭天竺鯛見於邦蓋群島17個大島以及10個小島，少數發現於中蘇拉威西Luwuk。一個引入的種群於北蘇拉威西藍碧海峽建立，該處位於考氏鰭天竺鯛的天然分佈地北部距離400公里，於2000年的由水族貿易者引入。

## 水族
考氏鰭天竺鯛是受歡迎的觀賞魚。香港水族界稱之為峇里天使，而台灣水族界則稱之為泗水玫瑰，長鰭玫瑰。

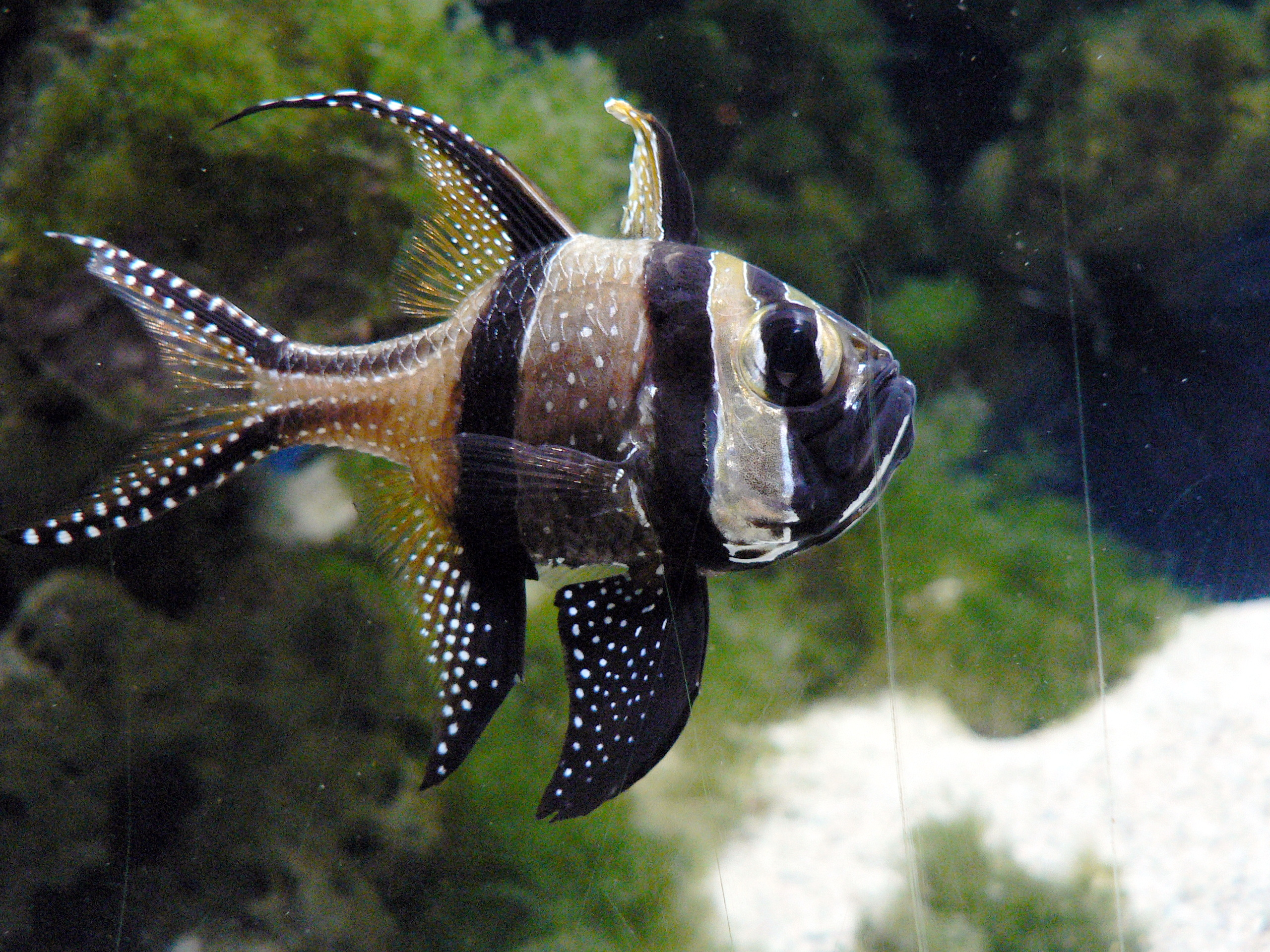
布達佩斯動物園水族館中的考氏鰭天竺鯛

本種由漁民收集並作大規模的水族貿易。考氏鰭天竺鯛於1995年至1996年間首次出現於國際貿易。由2001年起,每年有600,000至700,000 條考氏鰭天竺鯛被出口; 2001年至2004年的貿易估算是每年700,000至900,000條魚被人於邦蓋群島收集. 調查發現兩個被人於2001年至2004年捕捉的族群數目出現大幅下降(>90%)，包括Limbo Island族群的滅絕。
考氏鰭天竺鯛可在人工環境下繁殖。雄魚口孵魚卵，魚卵將在口中孵化。雄魚此時不會進食並口孵約25條魚苗3星期。魚苗可以豐年蝦餵養。人工繁殖可取代野生捕捉，但人工繁殖成本相對野生捕捉為高，阻礙人工繁殖考氏鰭天竺鯛的水產業。另外，一個新威脅（濾過性毒菌引起的病）被發現於考氏鰭天竺鯛。
水族貿易的收集令考氏鰭天竺鯛面臨絕種，並令人工繁殖個體需求增加。雖然CITES中保護本種的提案於2007年9月被拒,考氏鰭天竺鯛被列入評定為瀕危，這基於考氏鰭天竺鯛狹窄的分佈地，由水族貿易引起的嚴重的族群分裂和數量持續下降。

## 圖片

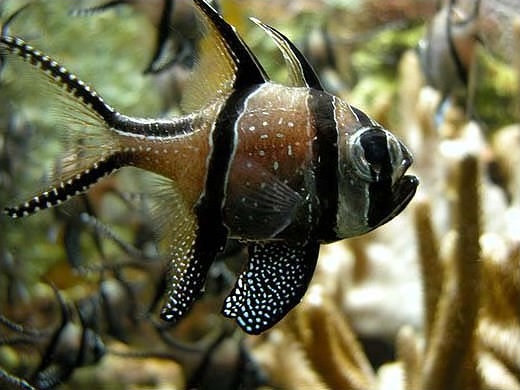
考氏鰭天竺鯛
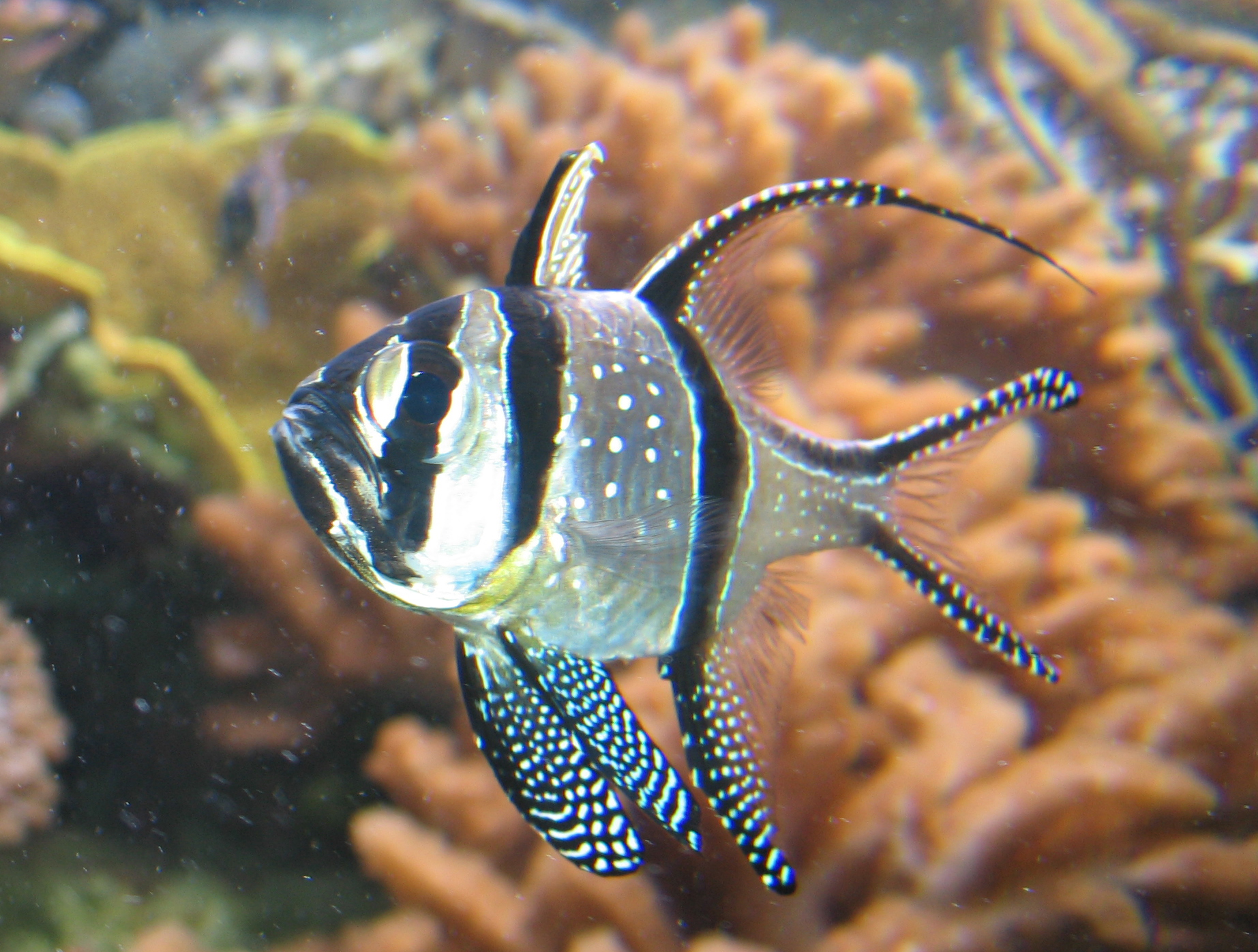
新英格蘭海生館中的考氏鰭天竺鯛
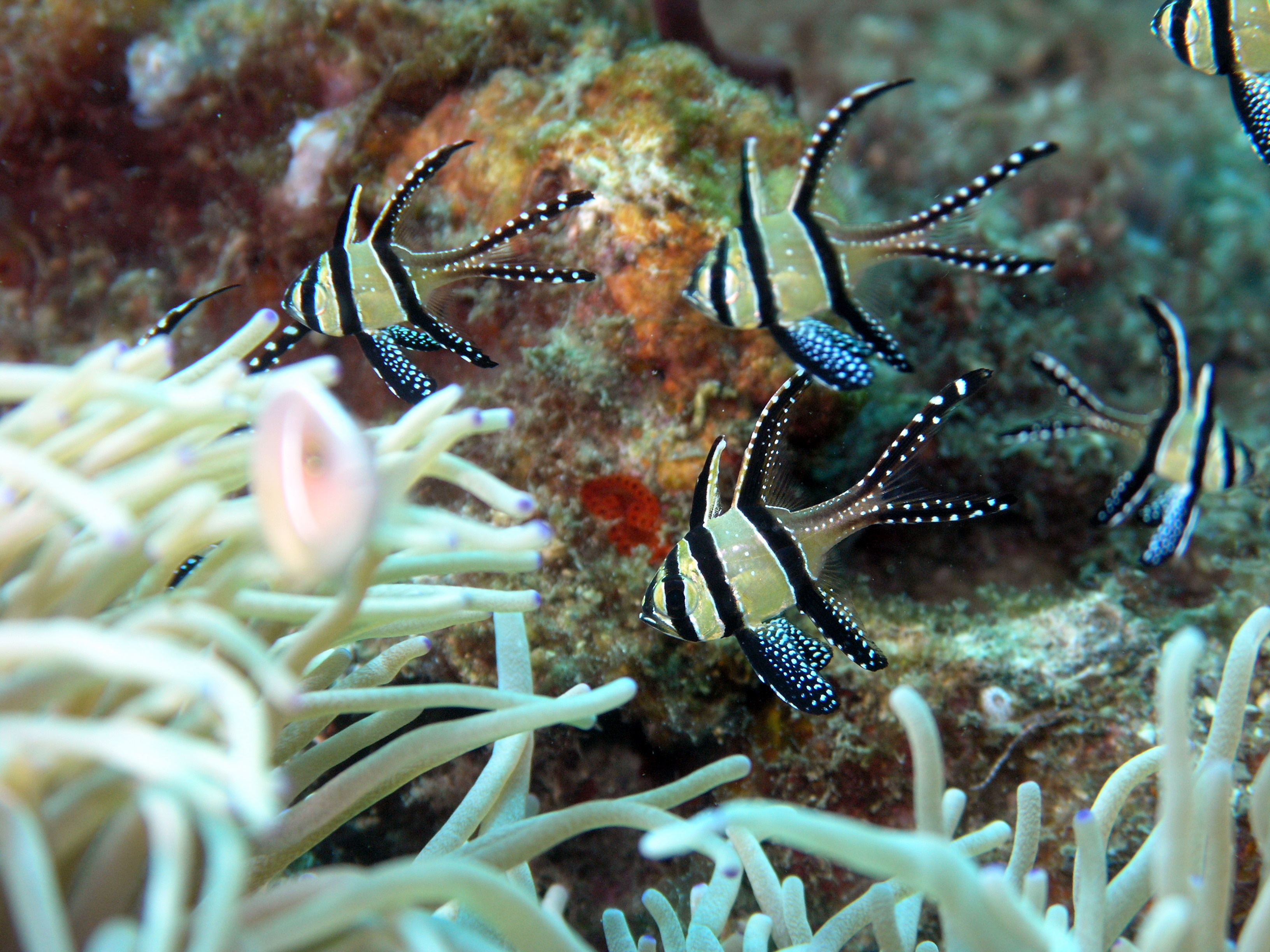
印尼北蘇拉威西藍碧海峽的野生考氏鰭天竺鯛
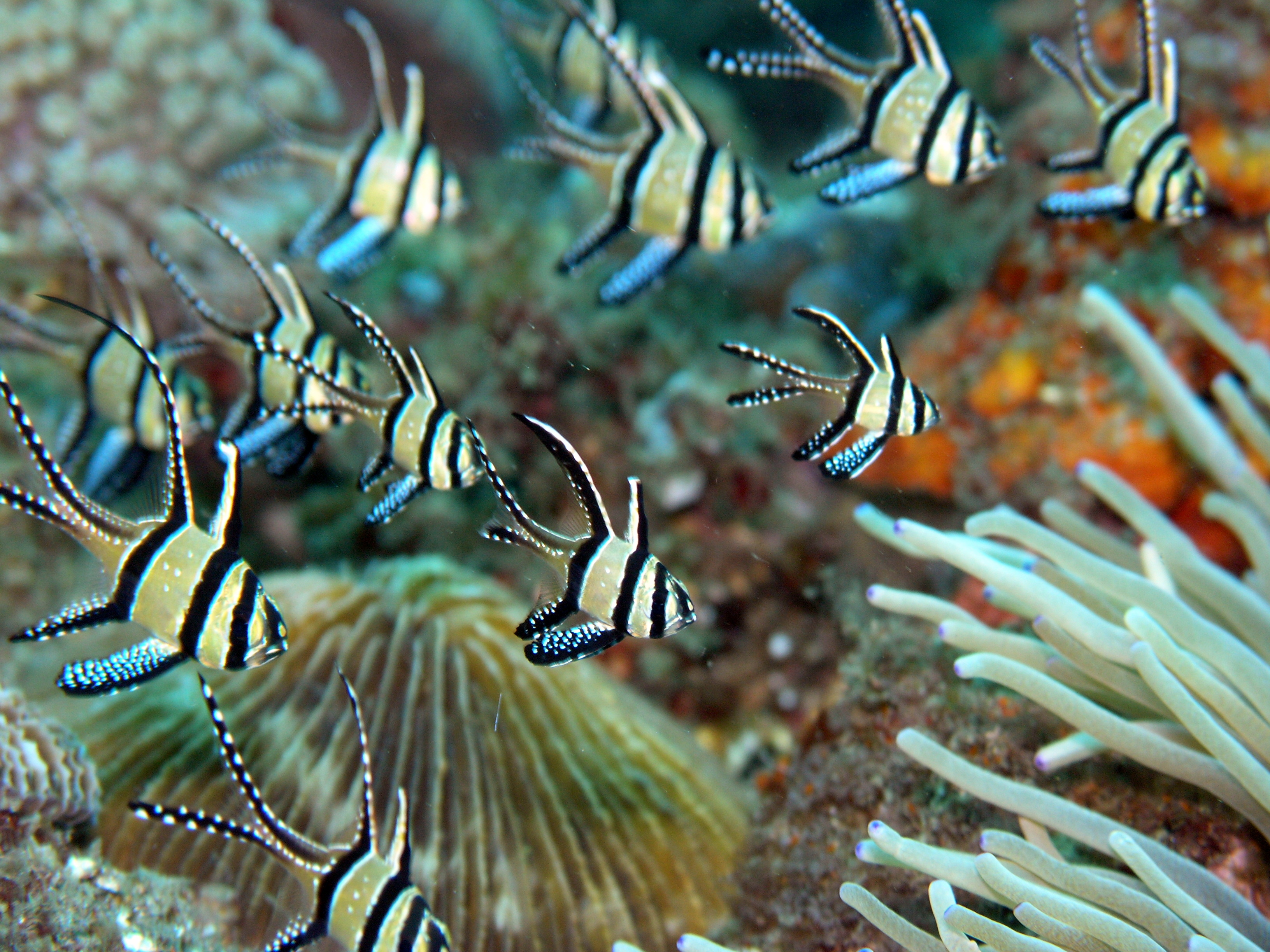
印尼北蘇拉威西藍碧海峽的野生考氏鰭天竺鯛